# Ctenotus mimetes
Ctenotus mimetes este o specie de șopârle din genul Ctenotus, familia Scincidae, descrisă de Storr 1969. Conform Catalogue of Life specia Ctenotus mimetes nu are subspecii cunoscute.